# Falstaff Verlag
Der Falstaff Verlag ist ein Verlag mit Stammsitz in Wien.

## Geschichte
Falstaff wurde im Jahr 1980 als Weinjournal von den Wirtschaftsjournalisten Hans Dibold und Helmut Romé mit finanzieller Unterstützung durch den Unternehmer Leo Wallner gegründet. Im Jahr zuvor hatte Helmut Romé sein Werk Die großen Weine Österreichs herausgebracht, es gilt als Meilenstein der österreichischen Weinpublizistik. Vor allem mit diesem Werk, aber auch mit seiner weiteren publizistischen Tätigkeit bei Falstaff und als Autor weiterer Publikationen schrieb er sich als Pionier in die Geschichte der österreichischen Weinpublizistik ein.
Die Gründungsherausgeber Hans Dibold und Helmut Romé († 2. Dezember 2021) setzten sich im Rahmen des im Gründungsjahr ins Leben gerufenen Falstaff Rotweinpreises in den ersten Jahren besonders für österreichischen Rotwein ein, um dessen Qualität zu fördern. Die Falstaff-Redakteure bewerteten schon damals die Weine nach dem internationalen 100-Punkte-System und machten die Falstaff-Punkte zur Benchmark in der österreichischen Weinwelt.
Im Jahr 2009 stockte Wolfgang Rosam seine Anteile am Falstaff Verlag von 25 auf 74 Prozent auf, der gleichnamige Guide gehörte ihm damals schon zu 100 Prozent. Die Gründer, Helmut Romé und Hans Dibold, schieden aus; Dibolds Tochter Sonja Buttenhauser und ihr Mann hielten zu diesem Zeitpunkt die übrigen 26 Prozent.
2010 erfolgte ein Relaunch, das Magazin bekam ein neues Layout und gleichzeitig wurde mit www.falstaff.at ein Web-Portal eingeführt. Seit 2010 befand sich das Magazin zu 90 Prozent im Besitz von Wolfgang M. Rosam, die restlichen zehn Prozent gehörten seiner Frau Angelika.
Im September desselben Jahres erschien die erste Deutschland-Ausgabe des Falstaff-Verlags. 2013 erschien das erste Falstaff Living das von Angelika Rosam herausgegeben wird. Im Jahr 2014 erschien die erste Falstaff Schweiz-Ausgabe. Titel wie Man’s World, Residences oder Falstaff Karriere (später Falstaff Profi) kamen hinzu. 2015 erschien das erste Kochbuch aus der Falstaff Edition und 2018 wurde das Falstaff Rezepte-Magazin veröffentlicht.
2017 erwarb das ehemalige Volkswagen-Vorstandsmitglied Christian Klingler 23 Prozent am Falstaff Verlag, die restlichen 77 Prozent verblieben im Besitz der Familie Rosam.

## Medien
Österreich
Falstaff Deutschland
Das Falstaff Magazin Deutschland erscheint neun Mal jährlich, die verkaufte Auflage liegt bei über 54.000 Stück und ist IVW geprüft.
Falstaff Schweiz
Im Jahr 2014 erschien die erste Falstaff Schweiz-Ausgabe. Die Falstaff Schweiz-Ausgabe erscheint neun Mal jährlich und wird von Schweizer Redakteuren gestaltet. Der Content wird an Schweizer Interessen und Bedürfnisse angepasst.
Falstaff International (englischsprachig)
Seit Juni 2021 gibt es die englischsprachige Website falstaff.com, ein Portal für Wein, Kulinarik und Reise. Eine erste globale Digitalausgabe unter Federführung von Falstaff-Herausgeber Wolfgang Rosam und Chefredakteurin Anne Krebiehl erschien im Juli 2021.
Living & Living Residences
Seit 2013 erscheint das Design-Magazin Living.
Man’s World
Seit dem Herbst 2014 gibt der Falstaff-Verlag eine eigene Line-Extension für die männliche Zielgruppe heraus.
Rezepte
Im Jahr 2018 erschien das erste Falstaff Rezepte Magazin; diese Rezepte-Sammlungen erscheinen vier Mal im Jahr in Österreich und zwei Mal im Jahr in der Schweiz.
Weinguide
Seit 1997 erscheint der Falstaff Weinguide.
Rotweinguide
Im jährlich erscheinenden Falstaff Rotweinguide sind die jeweiligen Gesamtergebnisse des österreichischen Falstaff-Rotweinpreises verzeichnet.

## Falstaff Profi
Falstaff Profi ist ein sechs Mal jährlich erscheinendes deutschsprachiges Fachmagazin für Hotellerie, Gastronomie und Tourismus, welches seit 2015 herausgegeben wird. Die Herausgeber sind Wolfgang M. Rosam und Alexandra Gorsche, Chefredakteurin ist seit 2015 Alexandra Gorsche.
Seit 2015 ist Falstaff PROFI zudem Veranstalter des „Falstaff Young Talents Cups“, einem Nachwuchsförderungswettbewerb für Hotellerie und Gastronomie.

## Falstaff Travel Guide & Magazin
Im Dezember 2018 gründete das Unternehmen die Falstaff Hotel Collection, eine Tochterfirma, an der die Wiener Falstaff Verlags-GmbH 55 Prozent hält. Die anderen 45 Prozent hält Nadine Tschiderer mit der Firma Masterpiece Productions GmbH mit Sitz in Innsbruck. Im April 2019 präsentierte die Falstaff Hotel Collection erstmals online eine ausgewählte Selektion an Hotels & Resorts einem internationalen Publikum. Der Falstaff Travel Hotelguide erscheint einmal pro Jahr in Deutschland, Österreich und der Schweiz. Zusätzlich erscheint zwei Mal im Jahr das Falstaff TRAVEL Magazin.